# You (пісня Робіна Шернберга)
«You» (укр. «Ти») — пісня шведського співака Робіна Шернберга, з якою він представляв Швецію на пісенному конкурсі Євробачення 2013 в Мальме. Пісня була виконана 18 травня у фіналі, де, з результатом у 62 бали, посіла чотирнадцяте місце.